# 南部蝉しぐれ
「南部蝉しぐれ」（なんぶせみしぐれ）は、2012年10月24日に発売された福田こうへいの1stシングル。

## 概要
- 福田こうへいのデビューシングル。
- 「第64回NHK紅白歌合戦」歌唱曲。
- 2010年6月に初版が発売された時はオリコンチャート200位圏外だったが、2012年10月にジャケットを一新し再発売したところ発売初週にオリコン99位。その後100位から200位の間で留まっていたが1月8日放送の『NHK歌謡コンサート』で歌唱。その影響もあり一気に32位までランクアップし翌週には25位を記録する。紅白歌合戦出演決定後に初のTOP20位入り。紅白出演後には最高位の8位を記録した。
- 2014年7月には、出荷枚数が25万枚を突破しプラチナディスク認定された。
- 2014年9月29日付のオリコンシングルチャートにて、200位以内のランクインが通算100週となった。100週以上ランクインした男性演歌・歌謡曲では、杉良太郎『すきま風』、すぎもとまさと『吾亦紅』に次ぐ3人目。
- 第一興商が発表した「2014年 DAM年間カラオケリクエストランキング」（調査期間：2014年1月1日～12月6日）で、松たか子「Let It Go〜ありのままで〜」、AKB48「恋するフォーチュンクッキー」に次いで3位にランクインした[3]。

## 収録曲
1. 南部蝉しぐれ
  - 作詞：久仁京介／作曲：四方章人／編曲：前田俊明
2. 風やまず
  - 作詞：久仁京介／作曲：徳久広司／編曲：前田俊明
3. 南部蝉しぐれ　オリジナルカラオケ
4. 南部蝉しぐれ　（一般男声用半音下げカラオケ）
5. 風やまず　オリジナルカラオケ

## カバー
- 清水博正 - 2014年、アルバム『魂の歌V～のぞみ～』収録
- 最上川司 - 2015年、アルバム『奥の唄道』収録
- 五木ひろし - 2018年、アルバム『70years 70songs』収録